# Aplysina cauliformis
Aplysina cauliformis är en svampdjursart som först beskrevs av Carter 1882.  Aplysina cauliformis ingår i släktet Aplysina och familjen Aplysinidae. Inga underarter finns listade i Catalogue of Life.